# Harry Simon
Harry Simon (ur. 21 października 1971 w Walvis Bay) – namibijski bokser, były mistrz świata WBO w wadze lekkośredniej i średniej.

## Kariera amatorska
W 1991 roku zdobył złoty medal podczas igrzysk afrykańskich w wadze półśredniej. Rok później reprezentował Namibię na igrzyskach olimpijskich w Barcelonie. Odpadł w pierwszej walce, przegrywając z Portorykańczykiem Aníbalem Santiago, który zdobył brązowy medal.

## Kariera zawodowa
Jako zawodowiec zadebiutował 26 stycznia 1994 roku. Pokonał przez techniczny nokaut w pierwszej rundzie Leona Rensburga. Do końca 1997 roku stoczył kolejnych 15. wygranych walk ze słabszymi rywalami.
22 sierpnia 1998 roku zmierzył się z Winkym Wrightem o pas WBO w wadze lekkośredniej. Po bardzo wyrównanym pojedynku zwyciężył Simon, zdobywając mistrzostwo. Jednak na początku został ogłoszony remis, ale potem wynik został zmieniony na wygraną Namibijczyka.
1 maja 1999 roku stanął do pierwszej obrony pasa. Jego rywalem był Kevin Lueshing. Simon zwyciężył przez techniczny nokaut w trzecim starciu. Do drugiej obrony stanął 19 lutego 2000 roku. Simon pokonał przez techniczny nokaut w 10 rundzie, Argentyńczyka Enrique Areco. Pas obronił jeszcze dwukrotnie, pokonując Rodneya Jonesa oraz Wayne’a Alexandra. Po ostatniej obronie zwakował tytuł i przeniósł się do kategorii średniej.
21 lipca 2001 roku stoczył swoją pierwszą walkę w wadze średniej. Jego rywalem był, były mistrz świata WBC, Francuz Hacine Cherifi. Simon zwyciężył jednogłośnie na punkty zostając tymczasowym mistrzem świata WBO.
6 kwietnia 2002 roku zmierzył się z pełnoprawnym mistrzem WBO, Szwedem Armandem Krajncem. Simon zwyciężył jednogłośnie na punkty (116-112, 116-112, 116-113) zostając mistrzem w drugiej kategorii wagowej.
5 sierpnia 2005 roku został skazany na dwa lata więzienia za spowodowanie wypadku samochodowego, w którym odniósł poważne obrażena, a trzy osoby zginęły.